# Chuva Negra
Chuva Negra é uma série de televisão brasileira produzida e transmitida pelo Canal Brasil e integralmente disponível no catálogo da Globoplay exclusivamente para assinantes da plataforma. Com duração de dez episódios com cerca de trinta minutos, a primeira temporada estreou no dia 24 de março de 2023, na semana em que se celebra o Dia Mundial da Síndrome de Down, e foi programada para ir ao ar às sextas-feiras, às 22h30.
O argumento e o texto final são assinados pelo ator e cineasta Rafael Primot, que divide a autoria do roteiro com o jornalista e dramaturgo Franz Keppler. As roteiristas Carol Rainatto e Flávia Fontes colaboram com o texto. Por sua vez, a produção da série leva a assinatura do produtor cinematográfico Daniel Gaggini.
A série foi produzida com baixo orçamento e contou com leis de incentivo do governo de São Paulo para ser concluída.

## Enredo
As primeiras cenas da trama acompanham a rotina de Nancy, personagem vivida pela atriz Julia Lemmertz, e Geraldo, papel de Zécarlos Machado. Ambos são pais de Lucas (João Simões), um adolescente com Síndrome de Down, e de mais dois rapazes adultos, Zeca (Marcos Pitombo) e Vitor (Rafael Primot). Nancy e Geraldo planejam um dia fazer uma viagem sozinhos para tentar salvar o casamento, que há anos esfriou. O problema é que o avião some misteriosamente dos radares, e os três filhos do casal precisam encarar uma nova realidade, inclusive financeira.
Casado com Julie (Vanessa Giácomo) e pai de um filho, Vitor está afundado em dívidas. Em contrapartida, Zeca explora a própria liberdade, incluindo viagens litorâneas e sexo casual. Com o sumiço misterioso dos pais, à medida que o tempo passa, as contas começam a acumular e fica praticamente insustentável manter o cotidiano como antes. Para piorar, Zeca não sabe lidar com Lucas e, não raro, é impaciente, grosseiro e irresponsável.
Esse é o ponto de partida para que todos decidam morar juntos, o que inclui a esposa mal-humorada Julie, e seu filho recém-nascido. O lar de classe média passa a abrigar, ainda, a tia Yara (Denise Del Vecchio), uma mulher altamente conservadora, homofóbica, transfóbica e racista, e Micha (Leona Jhovs), uma mulher trans acolhida pela mãe dos protagonistas e a que mais demonstra cuidado e atenção ao caçula.
Além do protagonista com síndrome de Down, há um foco no relacionamento homoafetivo vivido pelo professor de ginástica Orlando (Dudu de Oliveira) e Rocha (Kiko Pissolato).
No desenrolar da trama, cada personagem vive sua própria transformação e é levado a uma jornada de descoberta não somente de si, mas também do outro. A chuva negra, fenômeno meteorológico conhecido na cidade, é sinal de que alguns acontecimentos importantes estão prestes a acontecer e serve como palco para o desenrolar da trajetória de cada um.

## Elenco
| Ator               | Personagem |
| ------------------ | ---------- |
| João Simões        | Lucas      |
| Rafael Primot      | Vítor      |
| Marcos Pitombo     | Zeca       |
| Júlia Lemmertz     | Nancy      |
| Zé Carlos Machado  | Geraldo    |
| Vanessa Giácomo    | Julie      |
| Denise Del Vecchio | Tia Yara   |
| Leona Jhovs        | Micha      |
| Kiko Pissolato     | Rocha      |
| Dudu de Oliveira   | Orlando    |

## Locações
Chuva Negra foi gravada em São Paulo e São Bernardo do Campo, no ABC paulista, entre janeiro e março de 2022.

## Críticas
O site Tangerina, do Uol, disse que Chuva Negra é um marco de inclusividade ao trazer um protagonista com síndrome de Down, e que o roteirista Rafael Primot consegue desenrolar os fatos de maneira fluida, chocante e envolvente. Na análise, a jornalista Giulianna Muneratto afirmou, ainda, que o drama trata-se de uma "peça deliciosa de entretenimento que prende o espectador até o fim". Para Muneratto, o ponto mais positivo é o fato de que a representatividade é intrínseca à série. "A narrativa se desenrola normalmente, sem tocar profundamente ou didaticamente nesses pontos, e faz com que as pessoas ali representadas se enxerguem como parte de uma história muito interessante, em que cada um tem sua função bem estabelecida e uma narrativa própria", pontuou.
Na contramão, o jornal Folha de S.Paulo publicou uma crítica apontando mais erros do que acertos da série. No texto, o jornalista Bruno Ghetti disse que a trama apresenta diversos personagens complexos, mas incompletos ou com pouca densidade. Para ele, Chuva Negra é "um melodrama burguês difuso, em formato coral, com diferentes personagens revelando seus problemas pessoais a cada cena" e que "não tem propriamente um protagonista". Por fim, Ghetti afirmou que, "apesar das inconsistências, a série é bem-sucedida em algo importante: torna palpável o afeto entre os personagens, em parte devido ao elenco".
Entretanto, dias antes, o roteirista Rafael Primot concedeu entrevista ao Uol e explicou que a inclusão da diversidade na série sem tanto aprofundamento das temáticas envolvidas teve intenção de ser vista pelo público como personagens que agem de maneira natural e simples. A ideia, segundo ele, é assistir a essa história e ver os personagens representando como é na vida, como deveria ser sempre. “Faltam, no geral, modelos de representatividade. Modelos felizes de relacionamentos e novas possibilidades. Quando a gente não vê isso representado, o público médio e careta estranha quando vê isso na casa dele. Quando a gente coloca isso de uma maneira fluida, natural e normal – ou seja, não é só sobre isso que a gente está falando aqui, mas também é –, a gente vê que vai transformando devagarzinho a sociedade”, argumentou.